# Armania robusta
Armania robusta – wymarły gatunek owada z rodziny mrówkowatych (Formicidae). Został opisany w roku 1983 przez Giennadija Dłusskiego, który utworzył dla niego rodzaj Armania. Holotyp został odkryty w osadach kredowych w obwodzie magadańskim w azjatyckiej części Rosji.